# Black Kettle
Black Kettle (« Chaudron-Noir », Moke-tav-a-to en langue cheyenne), né vers 1803 et mort le 27 novembre 1868, est un chef de la tribu cheyenne.

## Biographie
Il tente de résister à l'implantation des colons blancs dans les territoires non-incorporés du Kansas et du Colorado. 
Il survit au massacre de Sand Creek en 1864, mais trouva la mort en 1868 lors de la bataille de la Washita.